# كورت باير (فيلسوف)
كورت باير (بالألمانية: Kurt Baier)‏ هو فيلسوف نمساوي، ولد في 26 يناير 1917 في فيينا في النمسا، وتوفي في 7 نوفمبر 2010 في نيوزيلندا.

## وصلات خارجية
- كورت باير على موقع الموسوعة البريطانية (الإنجليزية)